# Pneumatologia

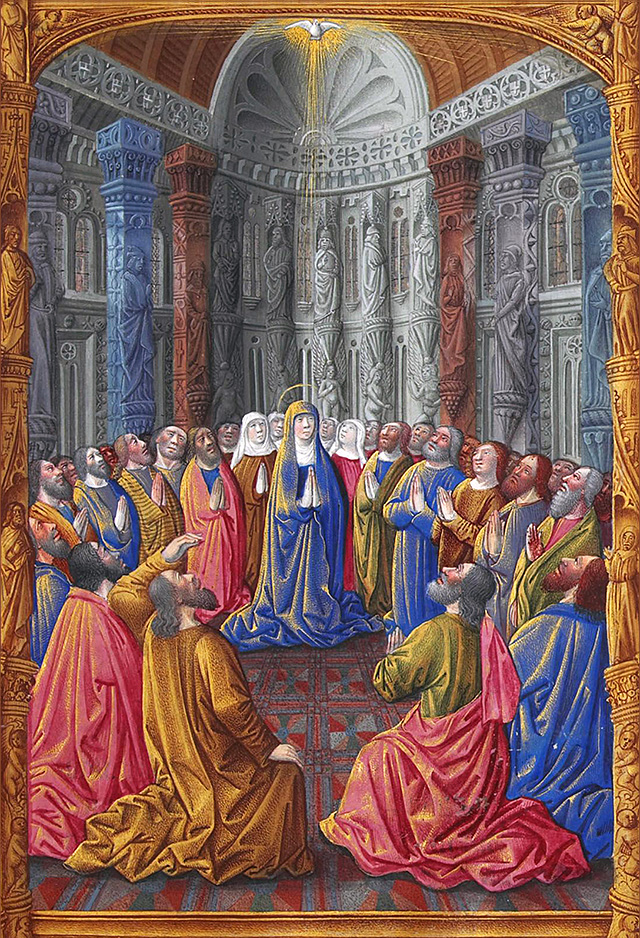
Zesłanie Ducha Świętego

Pneumatologia lub teologia Ducha Świętego (gr. pneuma – duch, logos – słowo, nauka) – dział teologii dogmatycznej, nauka o Duchu Świętym, Jego osobie, naturze i działaniu.
Bada m.in. relacje łączące Ducha Świętego z pozostałymi osobami Trójcy Świętej, problem Jego osobowości i pośrednictwa zbawczego, obecność i działanie Ducha Świętego w świecie, Kościele, kościelnym poznawaniu i przekazywaniu wiary, w otwarciu Kościoła na znaki czasu i działalności misyjnej oraz obecność i działanie w życiu Maryi, wierzących, wyznawców innych religii oraz niewierzących.
Podstawowe źródła pneumatologii stanowią: Pismo Święte, Tradycja, zmysł wiary (sensus fidei) ludu Bożego oraz doświadczenia w życiu jednostek i wspólnot chrześcijańskich.

## Inne znaczenia
- nauka o wszystkich duchach i aniołach oraz duszach ludzkich odłączonych od ciała[1];
- w filozofii, nauka o duszy ludzkiej, zwłaszcza duszy wegetatywnej i zmysłowej (termin używany przed wprowadzeniem nazwy "psychologia");
- we współczesnej psychologii dialogu, wiedza odnosząca się do samej istoty człowieka.